# Get Right
"Get Right" é uma canção da artista musical estadunidense Jennifer Lopez, contida em seu quarto álbum de estúdio, Rebirth (2005). Foi composta por Rich Harrison, Usher Raymond e James Brown, sendo produzida pelo primeiro juntamente a Cory Rooney. A sua gravação ocorreu em 2004 nos estúdios Night Flight Recording Studios, em Fort Washington, Maryland e The Poolhouse, situados em Long Island, Nova Iorque. Após o lançamento de seu terceiro disco This Is Me... Then (2002) e a atenção da mídia com o término de sua relação de dois anos com o ator e diretor conterrâneo Ben Affleck, Lopez decidiu dar uma pausa em sua carreira. Neste período, ela sentiu que precisava retornar as suas atividades fonográficas e começou a gravar material para seu quarto trabalho. O cantor Usher, enquanto trabalhava em seu quarto álbum de estúdio Confessions (2004), contatou Rich Harrison e, posteriormente surgiram colaborações como "Take Your Hand" e "Ride", sendo que a primeira acabou por fazer parte do material. Harrison decidiu retrabalhar a segunda para Lopez sob o título de "Get Right". A faixa foi enviada para estações de rádio estadunidenses em 4 de janeiro de 2005, servindo como o primeiro single do material. Posteriormente, foi comercializada em formato físico e digital.
Musicalmente, "Get Right" é uma canção dance e R&B com influências de gêneros como jazz, rock e funk, sendo um afastamento dos estilo musicais trabalhados anteriormente por Lopez. Possui uma demonstração de "Soul Power 74", cantada por Maceo and the Macks, e foi notada por seu uso proeminente de saxofone e trompa. Liricamente, apresenta Lopez convidando um parceiro para dançar, e incorpora temas como dança, sexo e bebidas. As letras da ponte da faixa são idênticas a "Ride", descartada por Usher das sessões de gravação de Confessions. Também foi lançado um remix com a participação do rapper compatriota Fabulous, apresentando linhas adicionais e uma produção diferente da original.
"Get Right" recebeu análises geralmente positivas da mídia especializada, a qual prezou a sua produção, sua composição e a demonstração de "Soul Power 74". Entretanto, parte dos resenhadores criticaram os vocais da cantora, descrevendo-os como "sem brilho". Comercialmente, obteve êxito internacional, liderando tabelas musicais em diversos países ao redor da Europa, nomeadamente Irlanda, Itália e Reino Unido. Adicionalmente, classificou-se nas dez melhores posições em territórios como Alemanha, Austrália, Bélgica, Canadá, França e Nova Zelândia. Nos Estados Unidos, converteu-se no terceiro tema de Lopez a culminar na tabela Hot Dance Club Songs e recebeu certificação de ouro pela Recording Industry Association of America (RIAA), denotando vendas de 500 mil cópias em território estadunidense. Em junho de 2013, avaliou distribuição vendas de 692 unidades digitais no país supracitado.
O vídeo musical correspondente, filmado entre os dias 20 e 22 de novembro de 2004, estreou em 4 de janeiro de 2005 através do portal America Online. Nos dias seguintes, foi enviado para os programas televisivos Making the Video e Total Request Live, da rede de televisão estadunidense MTV. Dirigida por Francis Lawrence, a trama apresenta Lopez interpretando oito personagens diferentes em uma boate noturna. A personagem principal é uma DJ, que leva sua irmã mais nova para o local. As histórias das outras personagens desenvolvem-se ao longo da produção. Tornou-se um dos vídeos mais transmitidos na MTV naquele ano, e recebeu quatro indicações durante os MTV Video Music Awards de 2005. Como forma de divulgação, Jennifer apresentou "Get Right" durante a premiação NRJ Music Awards de 2005, ocorrida em 24 de janeiro daquele ano, e incluiu a faixa como o número de abertura de sua primeira turnê Dance Again World Tour (2012), formada por 80 datas.

## Antecedentes

"Get Right" foi inicialmente composta pelo cantor estadunidense Usher (imagem) juntamente ao produtor conterrâneo Rich Harrison para o seu quarto trabalho de estúdio Confessions (2004). Depois que a canção não foi incluída no projeto, Harrison decidiu entregá-la a Lopez.

Após o lançamento de This Is Me... Then (2002), seguido pela atenção causada pela mídia acerca do término de sua relação de dois anos com o ator e diretor compatriota Ben Affleck, Lopez decidiu dar uma pausa em sua carreira. Neste período, ela casou-se com seu amigo de longa data Marc Anthony. Depois de sentir que precisava fazer um retorno à música, ela começou a desenvolver e gravar material para seu quarto disco Rebirth (2005). Em entrevista à Billboard, Jennifer disse que foi difícil afastar-se de sua carreira, afirmando:
| “ | Não [está] realmente em meus genes — não é parte da minha maquiagem. Ouve uma época em que a minha era como uma montanha russa, mas como artista, você precisa de tempo para se esclarecer. Eu cresci muito desde o meu primeiro álbum. Vocalmente, eu fiquei mais confiante. Gravei canções com um ataque diferente — com um vigor diferente. | ” |

Enquanto gravava seu quarto disco Confessions (2004), o cantor Usher colaborou com o produtor musical Rich Harrison; entre as canções que eles trabalharam, apenas "Take Your Hand" acabou por fazer parte do álbum. Entretanto, uma das faixas descartadas do material foi "Ride", composta por Harrison, embora tenha sido comercializada em disco de vinil em boates e divulgada ilegalmente na Internet. Harrison decidiu retrabalhar a canção para Lopez, depois de desistir de entregar "1 Thing" para ela, a qual foi posteriormente enviada para Amerie. O produto final, "Get Right", apresentou a "mesma trompa" e as "mesmas diretrizes vocais" de "Ride". Jornalistas afirmaram que Usher estava infeliz e queria créditos de composição, pois sentiu que a canção "não poderia dar certo" em Confessions, mas não esperava que fosse usada por outra pessoa. Ele alegou que "seria melhor receber alguns dos créditos de composição ou coisa assim".
De acordo com a MTV, grande parte das letras de "Ride" diferem-se de "Get Right". Em um dos versos, Usher diz: "É o jeito que você me olha, desperta a minha curiosidade". Outras linhas incluíram "Eu quero saber o que você está sentido essa noite / Nós nunca conversamos, nunca passamos nenhum tempo juntos / Então vamos tirar um minuto" e "Me mostre o que estou sentido por dentro / Baby, espere, nós vamos caminhar essa noite". Conforme "Ridde" começou a circular na Internet meses após o lançamento de "Get Right", boates começaram a tocar as canções de forma remixada, "permitindo que os ouvintes ouvissem dois cantores de grande nome cantando no mesmo ritmo".

## Prêmios e indicações
| Ano  | Prêmiação                    | Categoria                                       | Resultado |
| ---- | ---------------------------- | ----------------------------------------------- | --------- |
| 2005 | MTV Video Music Awards       | Melhor Vídeo Dance                              | Indicado  |
| 2005 | MTV Video Music Awards       | Melhor Coreografia em um Vídeo                  | Indicado  |
| 2005 | MTV Video Music Awards       | Melhor Direção em um Vídeo                      | Indicado  |
| 2005 | MTV Video Music Awards       | Melhor Edição em um Vídeo                       | Indicado  |
| 2005 | MTV Video Music Awards Japan | Melhor Vídeo Feminino                           | Indicado  |
| 2005 | MVPA Awards                  | Coreografia                                     | Indicado  |
| 2005 | MVPA Awards                  | Estilo                                          | Indicado  |
| 2005 | MVPA Awards                  | Maquiagem                                       | Indicado  |
| 2005 | Teen Choice Awards           | Escolha de Melhor Música para Iniciar uma Festa | Indicado  |
| 2005 | Teen Choice Awards           | Escolha de Melhor Faixa R&B/Hip-Hop             | Indicado  |

## Créditos
Lista-se abaixo os profissionais envolvidos na elaboração de "Get Right", de acordo com o encarte do álbum Rebirth:
Gravação e demonstrações
- Gravada nos Night Flight Recording Studios (Fort Washington, Maryland) e The Poolhouse (Long Island, Nova Iorque)
- Mixada nos Cove City Sound Studios (Glen Cove)
- Apresenta demonstrações "Soul Power 74", escrita por James Brown e cantada por Maceo and the Macks.

Equipe